# Ла Фарж, Джон
Джон Ла Фарж (Лафарж) (англ. John La Farge; 1835—1910) — американский художник-монументалист, создатель витражей и декоратор. Член Национальной академии дизайна с 1863 года, был награждён орденом Почётного легиона.

## Биография
Родился 31 марта 1835 года в Нью-Йорке состоятельной французской семье и был воспитан на двух языках.
Его интерес к искусству начал проявляться во время учёбы в Университете Маунт-Сент-Мэриз (англ., штат Мэриленд, США) и Колледж Святого Иоанна (англ. St. John’s College, ныне — Фордемский университет) в Нью-Йорке. Предполагал изучать юриспруденцию, но всё изменилось после его первого визита в Париж в 1856 году. Здесь он учился вместе с Тома Кутюром и познакомился с известными литераторами. В Соединенных Штатах Ла Фарж обучался у живописца Уильяма Морриса Ханта (англ. William Morris Hunt) в Ньюпорте (штат Род-Айленд).
Ла Фарж содержал собственную студию в Гринвич-Виллидже, являвшейся частью колледжа Юджина Лэнга (англ.) при нью-йоркском университете Новая школа. В 1860—1870 годах он иллюстрировал произведения Альфреда Теннисона и Роберта Браунинга. В 1870-х годах Ла Фарж начал делать фрески, которые в то время стали популярны в общественных зданиях и церквях. Его первая фреска была выполнена в церкви Троицы в Бостоне в 1873 году. Затем последовали другие монументальные работы. Ла Фарж путешествовал по Азии и южной части Тихого океана, побывал в 1866 году Японии, затем в 1890—1891 годах в южных морях, в частности на Таити и Гавайях. В этих поездках его сопровождал в качестве попутчика американский историк и писатель Генри Адамс.
В 1892 году Ла Фарж был приглашен в качестве преподавателя в Художественную школу Метрополитен-музея (англ.) в Нью-Йорке. Занимал с 1899 по 1904 год пост президента Национального общества художников-муралистов (англ.). Знал несколько языков, был эрудирован в области литературы и искусства.
Умер 14 ноября 1910 года в больнице Butler Hospital (англ.) в Провиденсе (штат Род-Айленд, США). Похоронен на кладбище Green-Wood Cemetery в Бруклине, Нью-Йорк. Некоторые его документы хранятся в библиотеке Йельского университета.

### Семья
15 октября 1860 года в Ньюпорте (штат Род-Айленд), женился на Маргарет Мэйсон Перри (англ. Margaret Mason Perry, 1839—1925), внучке Оливера Перри. У них в семье было 8 детей:
- Кристофер Грант Ла Фарж (англ. Christopher Grant, 1862–1938), сооснователь архитектурной фирмы Heins & LaFarge (англ.)
- Эмили Мэри (Emily Marie, 1862–1890)
- Джон Луи Бансел (англ.)
- Маргарет Анжела (Margaret Angela, 1867–1956)
- Оливер Хазард Перри (Oliver Hazard Perry, 1869–1936), архитектор, совместно с М. Л. Бондом (англ.) основал работал в Сиэтле, архитектурную фирму Bond & La Farge, спроектировавшую здание Перри-билдинг
- Джозеф Реймонд (Joseph Raymond, 1872–1872), умер во младенчестве
- Франсис Эме (Frances Aimee La Farge, 1874–1951)
- Джон (англ.), священник.

## Работы

Витражи
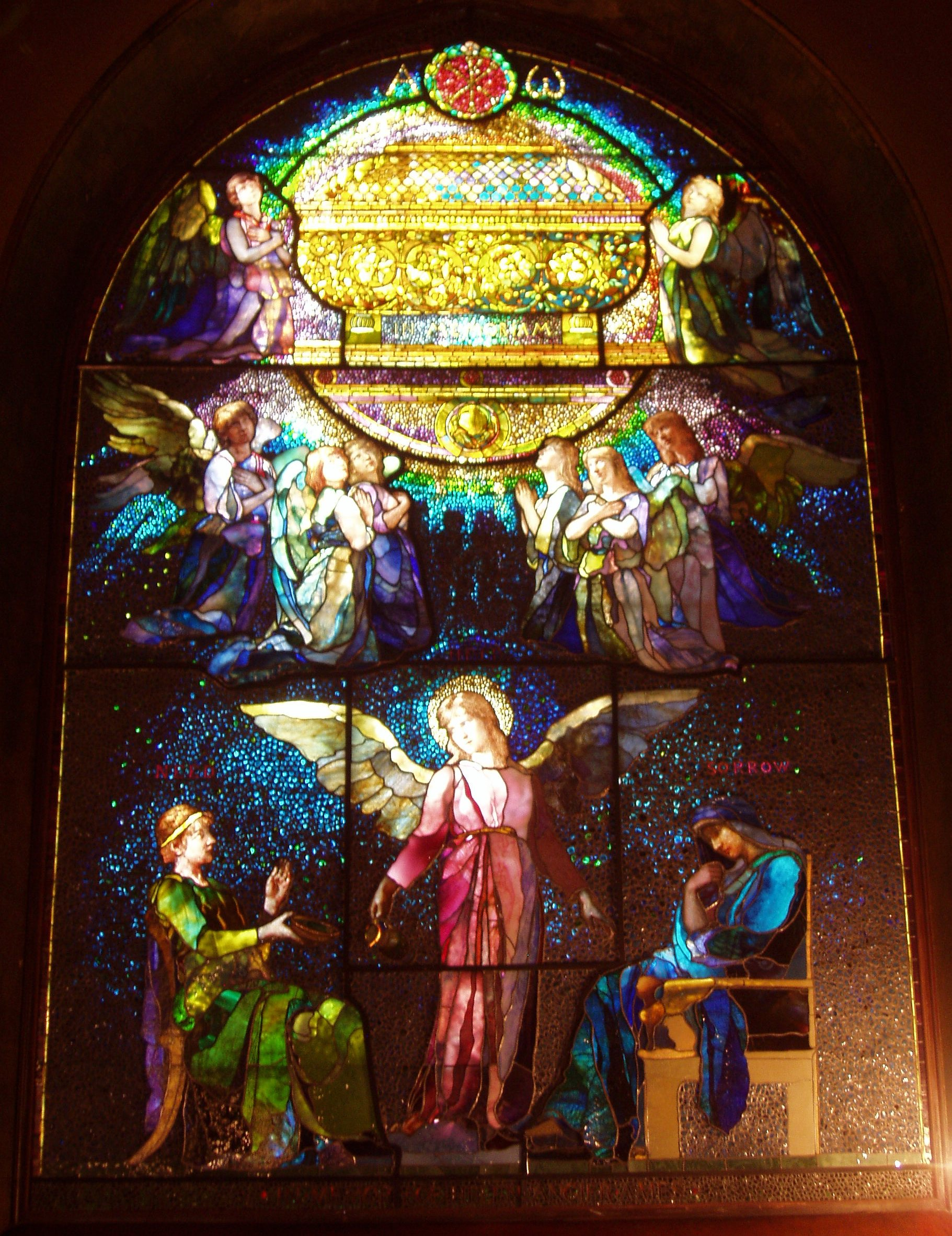
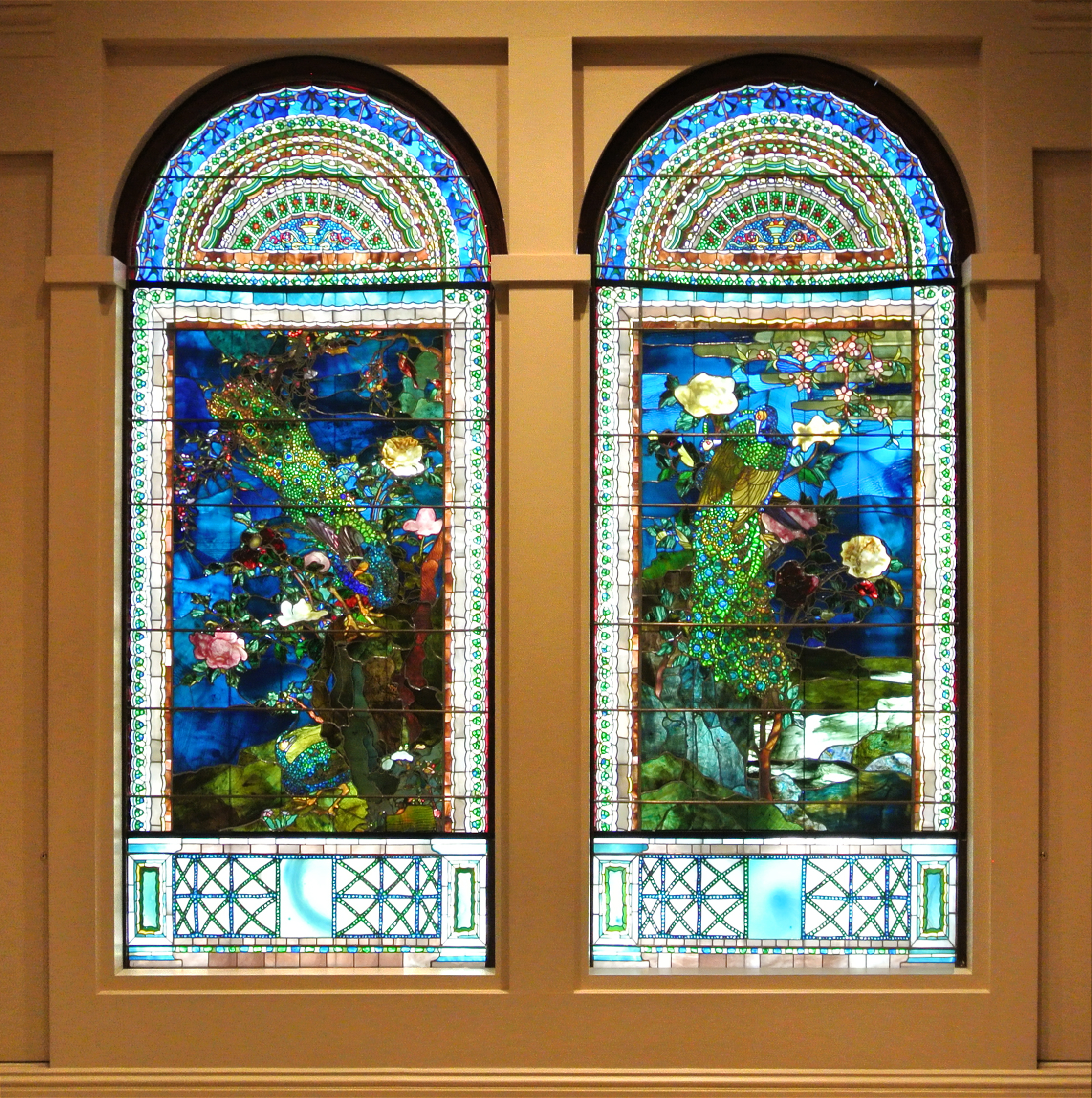
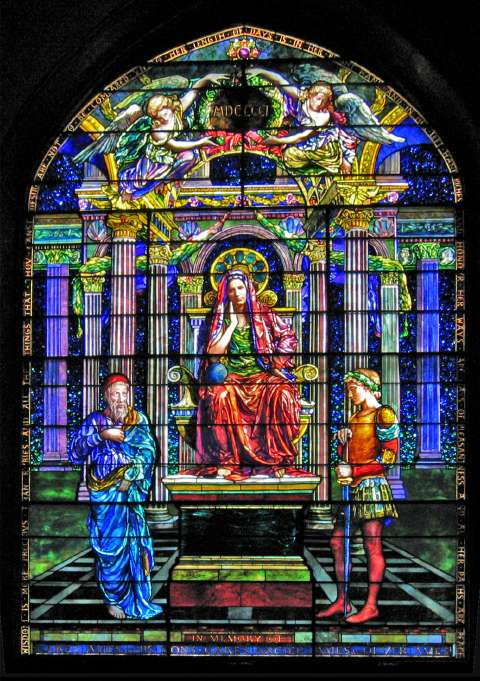

Живопись
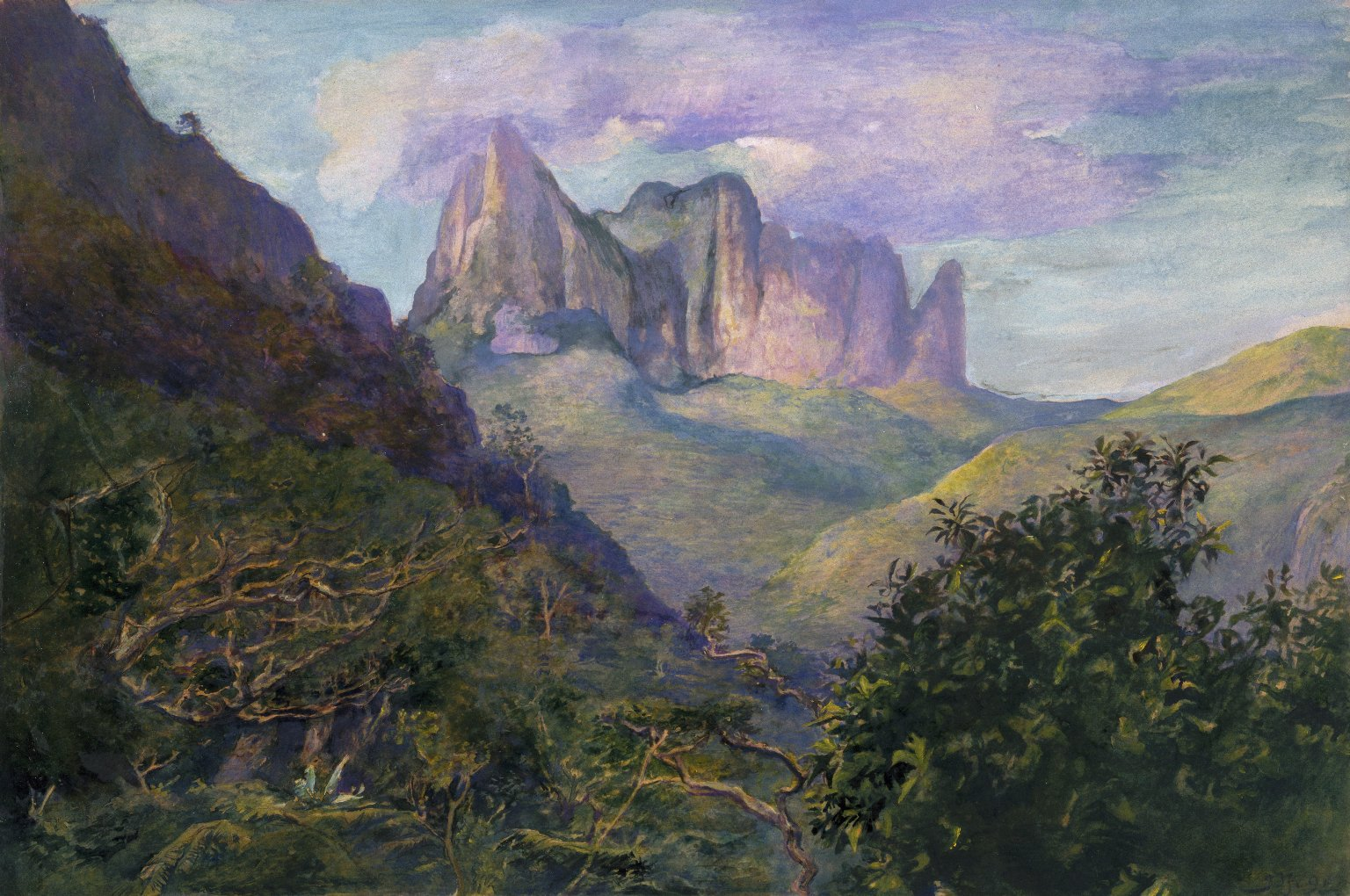
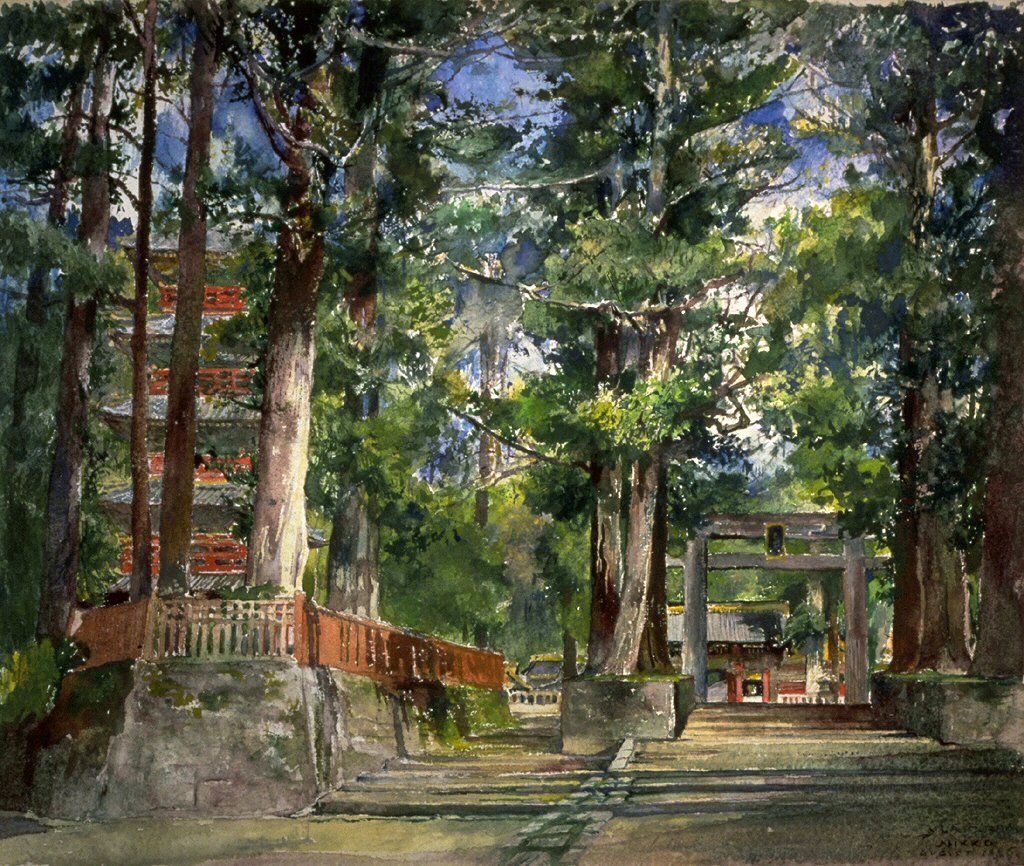
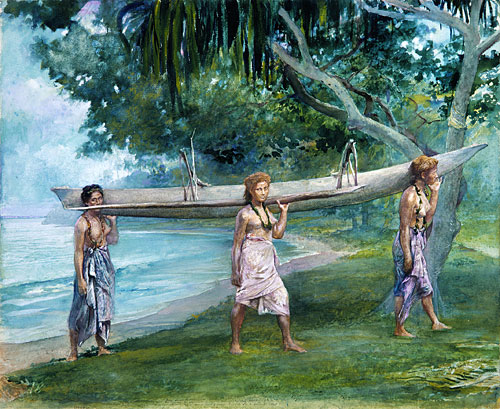
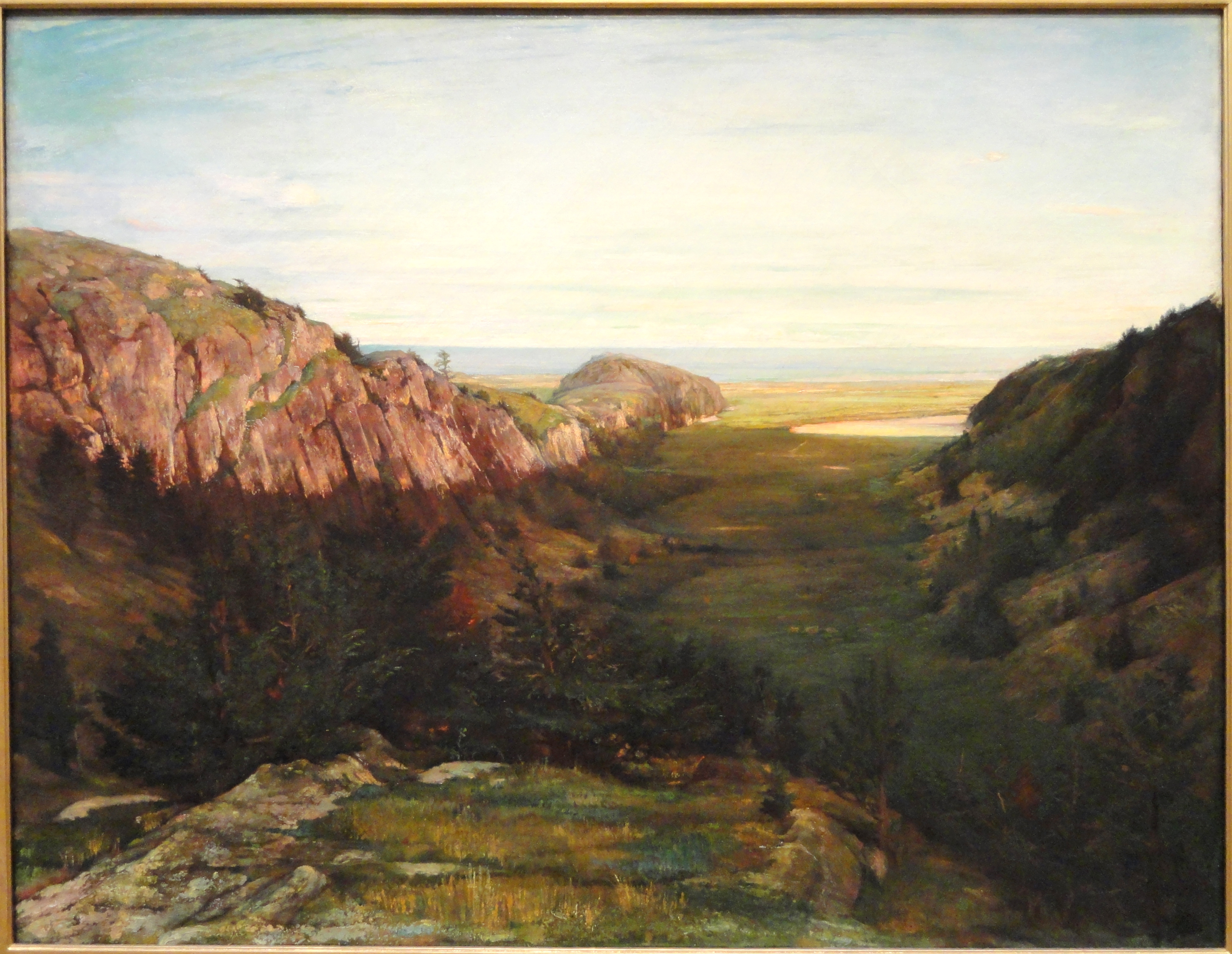